# Gometz-le-Châtel
Gometz-le-Châtel är en kommun i departementet Essonne i regionen Île-de-France i norra Frankrike. Kommunen ligger i kantonen Limours som tillhör arrondissementet Palaiseau. År 2022 hade Gometz-le-Châtel 2 635 invånare.

## Befolkningsutveckling
Antalet invånare i kommunen Gometz-le-Châtel
| Referens: INSEE |